# Romain-Rolland-Gymnasium (Berlin)
Das Romain-Rolland-Gymnasium (kurz: RoRo) ist ein öffentliches Gymnasium im Berliner Ortsteil Wittenau des Bezirks Reinickendorf mit einem zweizügigen bilingualen Zweig, der die vertiefte Ausbildung im Fach Französisch ab Klasse 5 ermöglicht. Inoffiziell findet entsprechend die französische Bezeichnung Lycée européen Romain-Rolland Anwendung, die auch die pro-europäische Philosophie der Schule unterstreicht. Namenspatron ist der französische Schriftsteller und Literaturnobelpreisträger Romain Rolland.

## Schulgebäude
Das Hauptareal des Romain-Rolland-Gymnasiums befindet sich in der Cité Foch und ist in der Form eines Campus (französisch Cité scolaire) aufgebaut. Die Anlage beherbergte von der Fertigstellung Ende der 1960er Jahre bis 1994, d. h. bis zum Abzug der alliierten französischen Streitkräfte, die Grundschule École Victor Hugo.
Das weitaus raumgreifendste Gebäude ist mehrheitlich eingeschossig und in Flügeln organisiert, von denen die Unterrichtsräume abgehen; jeder Raum verfügt hier über eine Terrasse. Lediglich der der Verwaltung dienende Teil (Schulleitungszimmer, Sekretariat sowie Lehrerzimmer) ist zweigeschossig.
Ein separates Gebäude ist teilweise dreigeschossig; hier war früher die Schulkantine (frz. Restaurant scolaire, umgangssprachlich auch le ref als Kurzform für le réfectoire genannt), untergebracht. Heute befinden sich dort die Cafeteria, die Aula, Tagungsräume, ein Fachraum für Bildende Kunst und der Theaterkeller.

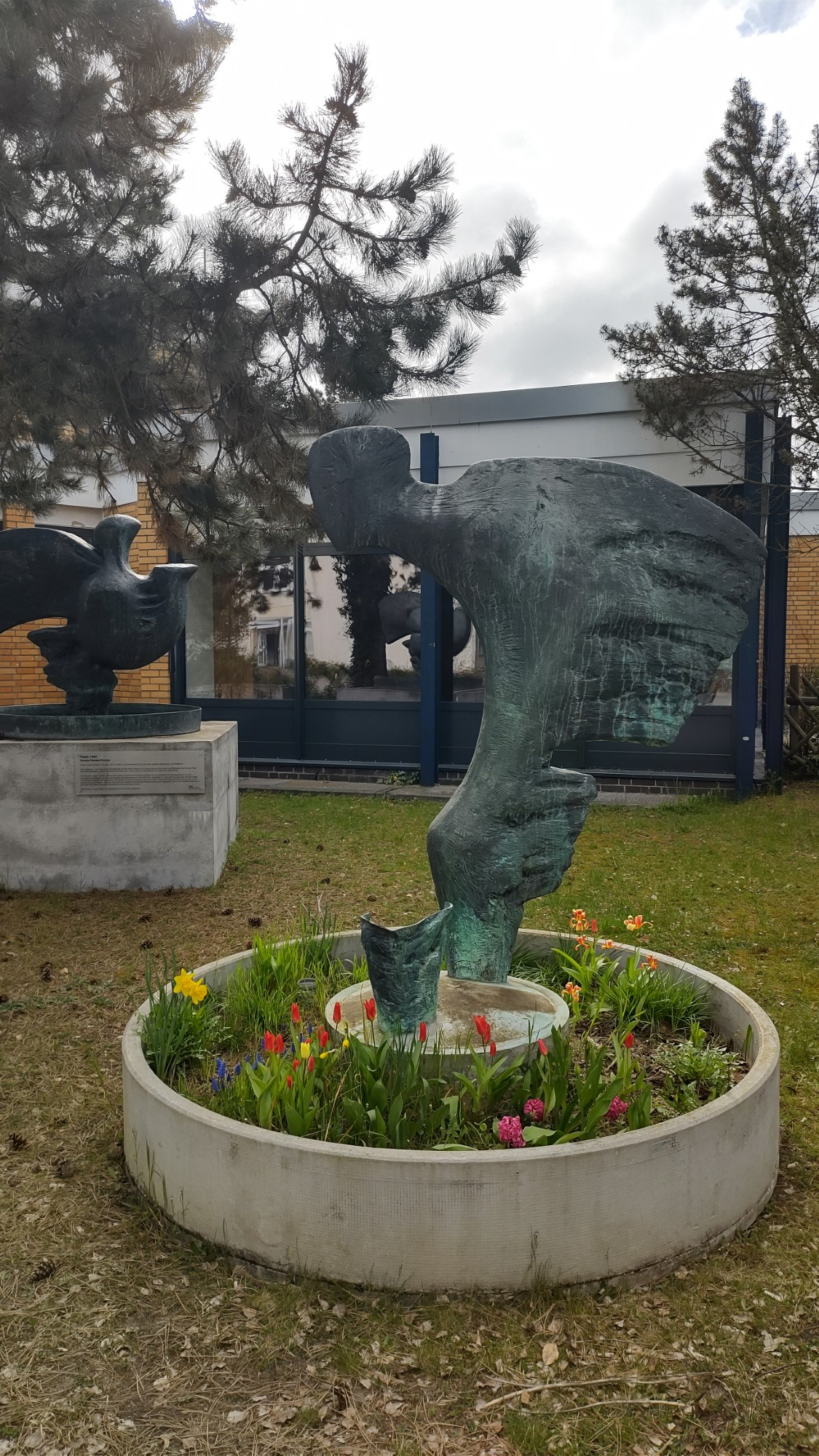
Zwei der drei Vögel; der Stumpf der abgesägten dritten Skulptur ist erkennbar

An einer Seite dieses Gebäudes haben 2014 zwei von drei Bronzeskulpturen der Bildhauerin Ursula Hanke-Förster (1924–2013) mit dem Titel Vögel (frz. Les Oiseaux) einen neuen Standort gefunden. Sie waren 1982 als Hommage an die Freundschaft der Reinickendorfer mit den französischen Alliierten entstanden und vor dem Einkaufszentrum der Cité Foch, nur wenige hundert Meter entfernt, aufgestellt worden. 2013, als dieses dem Verfall preisgegeben war, wurde die dritte Skulptur abgesägt und gestohlen, worauf eine Gedenktafel des Museums Reinickendorf hinweist.
Ein separater Gebäudekomplex, der ursprünglich als Vorschule Saint-Exupéry zur École Victor Hugo gehörte, wird zurzeit als Filiale der Münchhausen-Grundschule genutzt.
Im Laufe des Bestehens des Romain-Rolland-Gymnasiums wurden drei Gebäude ergänzt – ein dreigeschossiger Pavillon für die naturwissenschaftlichen Fachräume (1994 zur Gründung), ein weiterer dreigeschossiger Pavillon, um den im Vergleich zu einem Grundschulbetrieb größeren Schülerzahlen gerecht zu werden (1998), und eine zweite, größere Sporthalle (2000). Zudem wurde das Hauptgebäude um einen Anbau ergänzt, u. a. um Platz für Computerräume zu schaffen.
In fußläufiger Entfernung befindet sich das (Stand: April 2021) nicht genutzte Gebäude des Collège Voltaire, der seinerzeit anschließenden Sekundarschule für französische Militärangehörige.
Darüber hinaus verfügt das Romain-Rolland-Gymnasium seit 2001 über eine Filiale an der Hermsdorfer Straße (ebenfalls Wittenau), in dem der Abiturjahrgang untergebracht ist. Sie liegt in unmittelbarer Nähe des Centre Talma, einer weiteren Einrichtung, die auf die französische Militärpräsenz zurückgeht.
Die besondere bauliche Struktur der Schule am Rande des Steinbergparks wird seit 2019 mittels des Slogans „Ein Campus im Grünen“ beworben.

## Geschichte
Im Rahmen der Planungen für die Nachnutzung der vier Berliner Wohnsiedlungen der französischen Streitkräfte entstand die Idee, das Gelände der École Victor Hugo in der Cité Foch in eine Oberschule umzuwandeln, die die entstandene deutsch-französische Freundschaft in die Zukunft tragen sollte. Beteiligt waren dabei der Bezirk Reinickendorf, die zuständige Senatsverwaltung und die Botschaft der Französischen Republik in Berlin.
Dadurch kam es zur Gründung der Romain-Rolland-Oberschule (Gymnasium), der seinerzeitigen Benennungsstruktur für Schulen in Berlin folgend. Die formale Namensgebung erfolgte am 11. September 1995, nach einigen Monaten der Führung als Filiale der Gabriele-von-Bülow-Oberschule. Gründungsschulleiter war Lutz Zimmermann.
Ab 1997 wurde das Profil des Gymnasiums unter der Ägide des Schulleiters Rolf Völzke konsequent gestärkt und ausgebaut. 2001, sieben Jahre nach Gründung, legten die ersten Schülerinnen und Schüler das „AbiBac“ ab. Diese hatten ihre bilinguale Laufbahn noch in Klasse 7 begonnen. Im Schuljahr 2000/01 wurde auch zum ersten Mal die Marke von 1000 Schülern erreicht. Nunmehr sind die bilingualen Klassen grundständig, beginnen also ihre Laufbahn abweichend von den Berliner Gepflogenheiten bereits in Klasse 5.
1999 war die Schule eine von deutschlandweit zwei Pilotschulen im Rahmen der Schaffung des Voltaire-Programms für individuelle Schüleraustausche von sechsmonatiger Dauer, das von Brigitte Sauzay vorgeschlagen worden war. Das nach der Übersetzerin und späteren Beraterin von Bundeskanzler Gerhard Schröder für die deutsch-französischen Beziehungen benannte Sauzay-Programm (Dauer i. d. R. drei Monate) ergänzt mittlerweile das Voltaire-Programm; auch hier war die Schule Teilnehmerin der ersten Stunde.
Seit dem Schuljahr 2006/07 gibt es zwei parallele bilinguale Klassen ab Klasse 5.
2007 empfing die Schule den französischen Staatspräsidenten Nicolas Sarkozy und die Bundeskanzlerin Angela Merkel zu einer Podiumsdiskussion. Im selben Jahr wurde das Gymnasium in das nationale Exzellenz-Netzwerk mathematisch-naturwissenschaftlicher Schulen, MINT-EC, aufgenommen.
Im Kontext der Feierlichkeiten zum 50-jährigen Bestehen des Élysée-Vertrags war die französisch-senegalesische Autorin Marie N’Diaye im Jahr 2013 zu Gast am Romain-Rolland-Gymnasium.
Auch Wolfgang Schäuble und Gesine Schwan besuchten die Schule, um mit Schülern zu diskutieren. Letztere war Stipendiatin der Studienstiftung des deutschen Volkes, einer Institution, die bereits mehrere Absolventen der Schule mit herausragenden Leistungen unter ihre Fittiche genommen hat.
Im Zuge der Reformbestrebungen im Berliner Schulwesen änderte sich der Name der Schule zunächst in Romain-Rolland-Schule (Gymnasium), ohne ‚Ober-‘, später in Romain-Rolland-Gymnasium. Dies blieb nicht ohne sprachliche Folgen, da man nun nicht mehr „an der RoRo“, sondern „am RoRo“ lernte bzw. arbeitete.

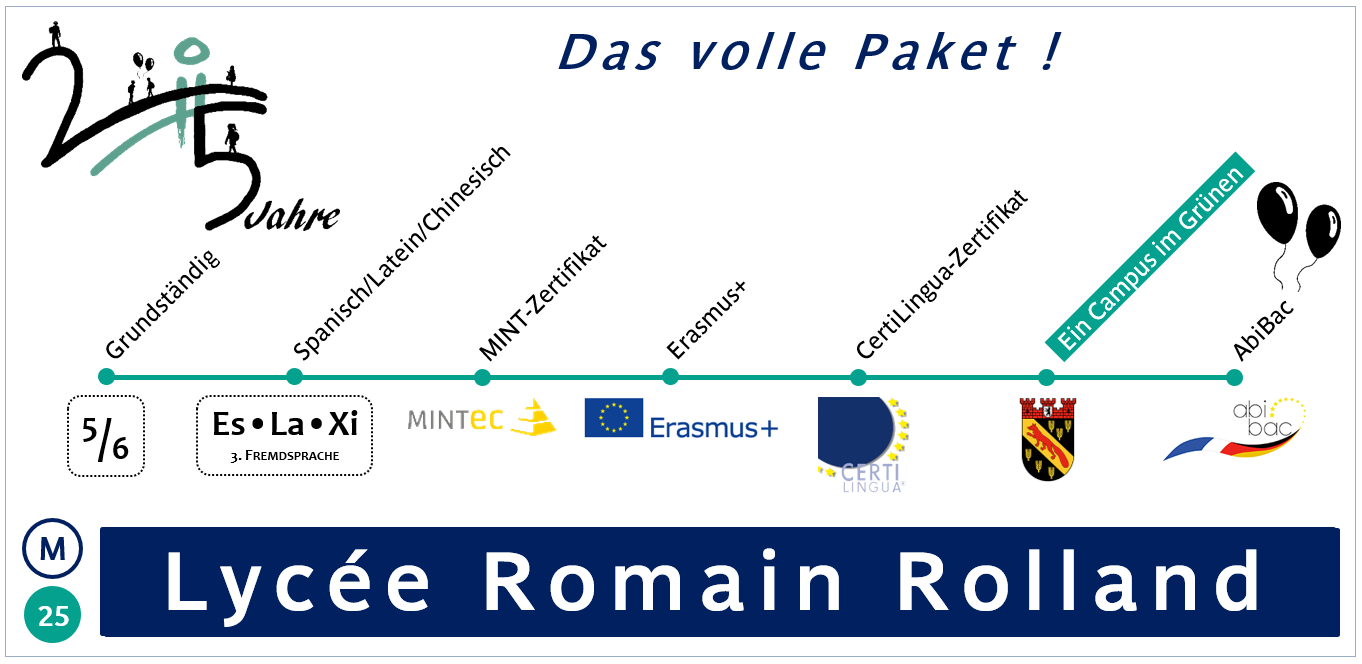
Grafische Darstellung zum 25-jährigen Jubiläum des RoRo

Nach dem Eintritt Rolf Völzkes in den Ruhestand wurde die Schule ab dem Schuljahr 2016/17 von Karin von Berg geleitet, die von einem achtjährigen Einsatz an der Deutschen Schule Moskau in ihre Heimatstadt Berlin zurückgekehrt war.
Im Jahre 2019 feierte die Schule mit einem umfangreichen Programm ihr 25-jähriges Bestehen. Beim offiziellen Festakt waren Berlins Schulsenatorin Sandra Scheeres sowie der frisch berufene Referatsleiter Bildungs- und Sprachkooperation der Botschaft der Französischen Republik, M. Philippe Guilbert, zugegen und unterstrichen in Redebeiträgen die Sonderstellung des Romain-Rolland-Gymnasiums.
Seit Beginn des Schuljahres 2022/23 ist nach dem Erreichen des regelmäßigen Höchstalters Karin von Bergs für Schulleitungen Uwe Peters Schulleiter, der vom ebenfalls im Bezirk Reinickendorf befindlichen Georg-Herwegh-Gymnasium wechselte. 

## Profil
Am Romain-Rolland-Gymnasium erhalten die  Schüler der beiden bilingualen Klassen ab der 5. Klasse verstärkten Unterricht im Fach Französisch. Ab Klasse 7 wird das Fach Geografie (mit doppelter Wochenstundenzahl), ab Klasse 8 das Fach Geschichte bilingual, d. h. mit einem (stets steigenden) Anteil des Französischen als Unterrichtssprache erteilt.
Ab der 7. Klasse gibt es üblicherweise drei weitere Klassen, die Schüler mit den ersten Fremdsprachen Französisch oder Englisch aufnehmen („Regelklassen“).
In der 8. Klasse können (neben anderen Angeboten) Latein, Spanisch oder Chinesisch als sprachliches Wahlpflichtfach (3. Fremdsprache) gewählt werden.
Die Schüler des bilingualen Zweiges haben in der gymnasialen Oberstufe mit dem Ziel, das AbiBac, eine deutsch-französische Doppelqualifikation, abzulegen, fünfstündigen Unterricht in Französisch (Leistungskurs) sowie im Grundkursbereich dreistündig Unterricht in Geschichte, Geografie und Politikwissenschaft in französischer Sprache. Andere Fächer werden in deutscher Sprache unterrichtet.
Das Verlassen des bilingualen Zweiges ist auf elterlichen Antrag möglich, ebenso der Eintritt in diesen Zweig zu einem späteren Zeitpunkt, wenn die Eignung dafür mittels eines Gespräches festgestellt werden kann.
Im Rahmen des Berliner Abiturs nehmen die Schüler des bilingualen Zweiges an einer zusätzlichen mündlichen Prüfung im Fach Französisch teil – unter der Federführung eines Vertreters oder einer Vertreterin der Französischen Republik, der bzw. die auch die Klausuren im Leistungskurs Französisch und im Grundkurs Geschichte einer zweiten Begutachtung unterzieht. Am Ende steht die Délivrance simultanée, der gleichzeitige Erhalt eines Berliner Abiturzeugnisses und eines vollwertigen französischen Zeugnisses des Baccalauréat.
Der pädagogische Schwerpunkt im sprachlichen Bereich zeitigt Teilnahmen und Erfolge im Bundeswettbewerb Fremdsprachen und im Rahmen von eTwinning sowie eine ausgeprägte Teilnahme an den Zertifikaten DELF und Cambridge.

## Akkreditierungen
Das Romain-Rolland-Gymnasium war 2009 die erste Berliner Schule, die für das europäische Exzellenzlabel CertiLingua für sprachliche, europäische und interkulturelle Kompetenzen akkreditiert wurde. In diesem Zusammenhang wird jährlich ein Austausch mit einer französischen Schule durchgeführt, im Zuge dessen im jeweiligen Partnerland ein Betriebspraktikum durchgeführt wird – ein weiteres Novum für Berliner Schulen bereits im Jahre 2001, acht Jahre vor der Schaffung von CertiLingua. Dieses Programm wird vom DFJW/OFAJ alljährlich unterstützt.
Um die große Bedeutung des Unterrichts in den Naturwissenschaften neben dem sprachlichen Profil zu unterstreichen, besteht dazu kontinuierlich eine Akkreditierung für MINT-EC, aus der regelmäßig hohe Wettbewerbsplatzierungen für Schüler hervorgehen.
Seit Jahren nimmt die Schule zudem am „Erasmus+“-Programm der Europäischen Union teil.

## Schulaustauschprogramme

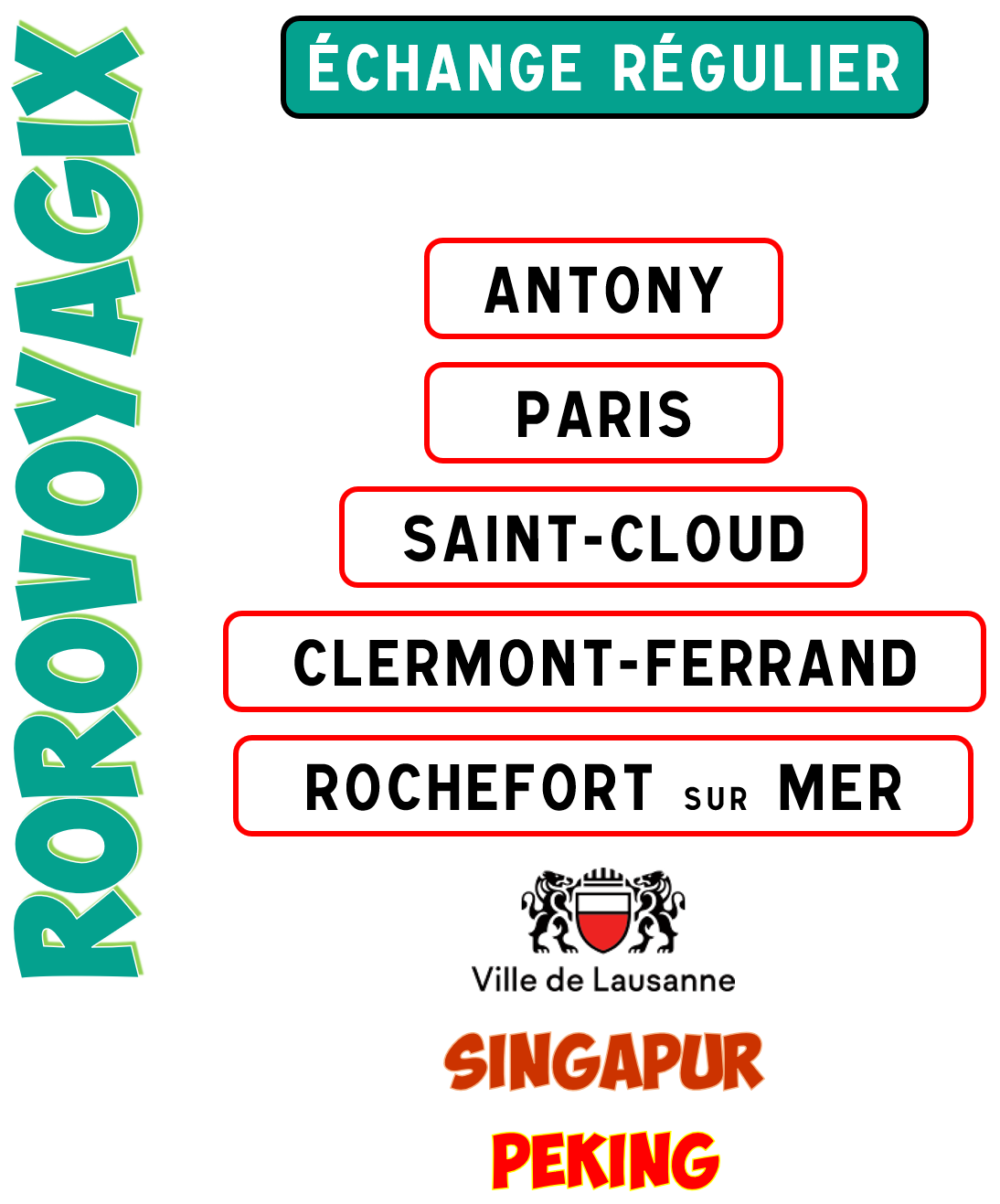
Grafische Darstellung zum 25-jährigen Jubiläum des RoRo

Neben den individuellen Schüleraustauschprogrammen Sauzay und Voltaire und einzelnen, projektbezogenen Kontakten führt das Gymnasium Schüleraustausche mit
- Antony, Département Hauts-de-Seine (92), der Partnergemeinde des Bezirks Reinickendorf,
- Paris, 6. Arrondissement,
- Saint-Cloud, Département Hauts-de-Seine (92),
- Clermont-Ferrand, Département Puy-de-Dôme (63),
- Rochefort, Département Charente-Maritime (17) in Frankreich,
- Lausanne, Kanton Waadt (Vaud, VD) in der Schweiz sowie außereuropäisch mit
- Singapur und
- Peking durch.

## Förderverein
An der Schule gibt es wie an den meisten Schulen einen Förderverein, der sich über Mitgliedsbeiträge, beispielsweise von ehemaligen Schülerinnen und Schülern, finanziert. Er unterstützt verschiedene Vorhaben (Anschaffungen, Projekte) finanziell und zeichnete auch über viele Jahre für den Cafeteriabetrieb verantwortlich.

## Ehemalige Schülerinnen und Schüler
(chronologisch sortiert)
- Florian Zschiedrich (* 1986), Politologe, Journalist und Fernsehmoderator
- Hannah Lühmann (* 1987), Kulturjournalistin und Autorin
- Taneshia Abt (* 1988), Schauspielerin
- Victoire Laly (* 1991), Schauspielerin und Sängerin
- Vivienne Puttins (* 1992), Schauspielerin und Übersetzerin